# Pyhäjärvi (Kouvola)
Pour les articles homonymes, voir Pyhäjärvi.
Le lac Pyhäjärvi (finnois : Pyhäjärvi) est un grand lac situé à  Jaala et à Iitti en Finlande,.

## Présentation
Le lac a une superficie de 61,8 kilomètres carrés et une altitude de 65,3 mètres.